# Bombardeos en Suiza durante la Segunda Guerra Mundial
Los bombardeos en Suiza durante la Segunda Guerra Mundial inicialmente consistieron en bombardeos esporádicos que con el paso del tiempo se hicieron frecuentes durante la etapa final de la  Segunda Guerra Mundial.
Suiza fue un país neutral durante la Segunda Guerra Mundial, rodeada algunas veces por las fuerzas de las Eje.  En algunas ocasiones, el fuego "aliado" marcó algunos blancos en Suiza; los cuales terminaron en un desastre trágico. Tales eventos tuvieron como resultado grandes conflictos diplomáticos, por los que las fuerzas aliadas explicaron algunas de las violaciones cometidas debidas a errores de navegación, fallas técnicas, cambios climáticos y errores de los pilotos; esto fue creando en Suiza una paranoia con respecto a que se creía que las violaciones eran causadas por una cierta presión social con el propósito de finalizar la cooperación que existía con la Alemania Nazi.
Además de los bombardeos, los ataques aéreos tuvieron objetivos individuales en Suiza hacia el final de la Segunda Guerra Mundial.

## El uso del espacio aéreo suizo por los aliados
Durante la Segunda Guerra Mundial, el espacio aéreo suizo neutral fue violado por ambos lados. La Fuerza Aérea Suiza no estaba en posición de defender su espacio aéreo de manera efectiva debido al reducido tamaño de su ejército o el equipo tecnológico disponible. Además, durante la guerra, cerca de 7,000 sirenas fueron accionadas en Suiza. Algunos bombarderos Aliados tomaron ventaja de esta situación usando el espacio aéreo suizo como una ruta más segura que el espacio aéreo enemigo en sus bombardeos para atacar Alemania. Mucho más a menudo los bombarderos que corrían peligro preferían aterrizar en la parte neutral de Suiza en lugar del territorio alemán debido al asilo. Como resultado, Suiza internó como última estancia a 1.700 pilotos estadounidenses.
De 1941 a 1942, los bombarderos aliados volaron rara vez sobre Suiza debido a que las autoridades suizas, bajo presión alemana, ordenaban apagones que complicaban las rutas de vuelo para las fuerzas aéreas británicas y estadounidenses. Como la parte neutral suiza era segura para los bombarderos aliados, Alemania también presionó a Suiza para obligar a las fuerzas aéreas aliadas a aterrizar en territorio suizo en lugar de permitirles continuar con sus rutinas de bombardeos.

## Bombardeos

### Schaffhausen
El bombardeo diurno de Schaffhausen el 1º de abril de 1944 por las Fuerzas Armadas del Ejército de los Estados Unidos (USAAF) fue el más serio de todos los incidentes. Aproximadamente 50 B-24 Libertadores de fuerza mayor identificaron erróneamente Schaffhausen como el blanco en lugar de Ludwigshafen am Rhein cercano a Mannheim (aproximadamente 235 km al norte de Schaffhausen), y lanzaron bombas que dejaron 40 muertes, numerosos heridos y daños materiales. Debido a la insistencia de una explicación por parte del gobierno suizo, las investigaciones de los aliados acerca del incidente concluyeron que el mal clima rompió la formación estadounidense sobre Francia, y los fuertes vientos que casi doblaban la velocidad de avance de los bombarderos confundió a los navegadores. (Otras dos ciudades considerablemente amplias en Alemania y Francia también fueron erróneamente bombardeadas en el transcurso de la misma misión.) Como Schaffhausen está situado en el margen derecho (al norte) del río Rin se asumió que era una ciudad alemana. Para octubre de 1944 se habían pagado 4 millones de dólares por los daños.

### Stein am Rhein
El 22 de febrero de 1945, tuvieron lugar trece ataques aéreos de la USAAF  y Stein am Rhein tuvo los mayores daños. Otros lugares incluyeron Taegerwilen, Rafz, y Vals. En total hubo 21 muertos debido a estos ataques.

### Zúrich y Basilea
El 4 de marzo de 1945, seis bombarderos B-24 de la USAAF golpearon Zúrich con 12,5 toneladas de fuertes explosivos y 12 toneladas de bombas incendiarias resultando 5 muertes. El objetivo previsto había sido Aschaffenburg cerca de Frankfurt am Main (290 km al norte). Los seis bombarderos se habían desviado de su ruta y creyeron haber bombardeado Friburgo. Prácticamente en el mismo lapso de tiempo, otros bombarderos soltaron 12,5 toneladas de fuertes explosivos y 5 toneladas de incendiarios en Basilea.

### Otros ataques
En 1940, ataques menores en Ginebra, Renens, Basilea, y Zúrich fueron dirigidos por la Real Fuerza Aérea.
En octubre de 1943, fueron lanzadas por la USAAF bombas sobre Samedan, dando como resultados daños materiales. En 1944 hubo ataques que incluyeron Koblenz, Cornol, Niederweningen, y Thayngen. Ataques en 1945 incluyeron Chiasso dos veces. Basilea fue bombardeada el 4 de marzo de 1945. El último ataque aéreo ocurrió en Brusio el 16 de abril de 1945.

## Procedimientos de la Corte Marcial
Con motivo del bombardeo de Zúrich, tuvo lugar un juicio militar en Inglaterra el 1 de junio de 1945. el Coronel James M. Stewart, famoso actor y piloto de guerra (B24), fue quien lo presidió. Fueron acusados el piloto líder Teniente William R. Sincock y uno de sus subalternos, el Teniente Theodore Q. Balides, por violar el artículo 96 del Article of War; Sincock fue culpado especialmente por haber bombarceado por "error" territorio aliado. Las condiciones climáticas y las fallas que existieron fueron las causantes de esto; los acusados fueron declarados no culpables.

## Reparaciones
Además de los 4 millones de dólares pagados en octubre de 1944, el gobierno de Estados Unidos accedió a pagar en francos suizos la cantidad de 62,176,433.06 $,  el equivalente a 14.4 millones, o $249 millones dólares (actualmente) al gobierno suizo como pago por el daño a las personas y a las propiedades durante la Segunda Guerra Mundial el 21 de octubre de 1949.